# 魯德薩爾

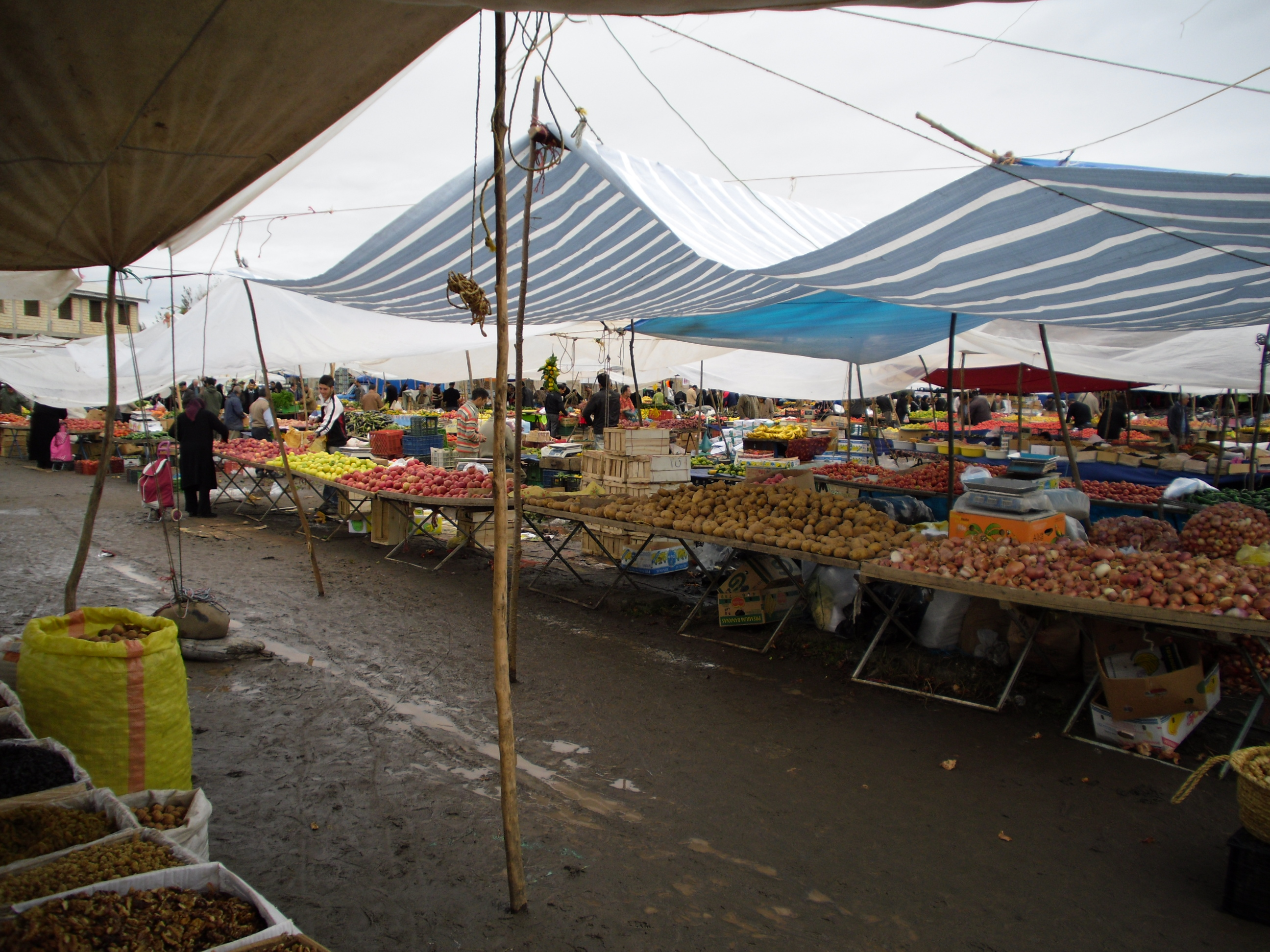

魯德薩爾是伊朗的城市，位於該國北部裡海沿岸，由吉蘭省負責管轄，海拔高度3米，主要經濟活動有農業和漁業，農產品有稻米、茶葉和檸檬，2006年人口33,321。

## 外部連結
- Tourism Info